# ポール・マッカートニーの実家
ポール・マッカートニーの実家(フォースリン・ロード20番地の家、20 Forthlin Road)は、イングランド、マージーサイド、リヴァプール市南部のアラートン地区にあるナショナル・トラストの施設である。ポール・マッカートニーがビートルズで名声を得る前の数年間住んでいた家で、ナショナル・トラストによって「ビートルズ発祥の地」と認定されている。ここは彼の弟マイク・マッカートニーの家でもあり、マイクがメンバーだった トリオ、スキャフォールド(the Scaffold)の発祥の地でもある。

## 歴史
この家は 1949 年に建てられた市営住宅で、マッカートニー家は、1955年にここに引っ越してきた。ポールは当時中学生だった。
1965 年、ポールは父親のジムにウィラル地区の高級住宅街のヘズウォールに家を購入してやった。
この家は1995 年以来ナショナル トラストの所有となっている。  ここがビートルズが「アイ・ソー・ハー・スタンディング・ゼア」や「ワン・アフター・909」などの最初の曲を作曲しリハーサルした場所であるため、トラストはこの家を「ビートルズ発祥の地」として宣伝している。
ジョン・レノンが幼少期を過ごした家とは異なり、フォースリン・ロード 20 番地には英国遺産の ブルー・プラークはなく、現在はブルー・プラークを受け取る資格がない。というのも、英国遺産は、その人物が「死後20年が経過するか、生誕100年を過ぎた」場合にプループレートを発行するという決まりがあるためである。
2012 年 2 月、この家とメンラブ・アベニュー 251 番地にあるジョン・レノンの子ども時代の家は両方とも、英国ヒストリック誌によってグレード II に指定された。
この家は、2018年6月22日にジェームズ・コーデンのレイト・レイト・ショーのエピソードで放送されたカープール・カラオケ版で紹介された。 コーデンはポール・マッカートニーと一緒にそこを訪れ、ポールは10代後半に引っ越して以来、この家を訪れるのは初めてだと述べた。